# Station Bracquegnies
Station Bracquegnies is een spoorwegstation langs spoorlijn 118 (Bergen - La Louvière) in Strépy-Bracquegnies, een deelgemeente van de stad La Louvière. Het is nu een stopplaats.

## Treindienst
| Serie       | Treinsoort          | Route | Bijzonderheden                                             |
| ----------- | ------------------- | --- | ---------------------------------------------------------- |
| L 4450      | L-trein (NMBS)      | La Louvière-Zuid – Bracquegnies – Bergen | Rijdt in het weekend 1×/2 uur en stopt dan niet in Obourg. |
| P 7770/8770 | Piekuurtrein (NMBS) | [ Manage – [ Luttre ] / [ Bracquegnies – Bergen – Quévy ] / [ 's-Gravenbrakel ] ] / [ La Louvière-Zuid – [ Bracquegnies – Bergen ] / [ Luttre ] / [ Charleroi-Centraal ] ] | Rijdt alleen op werkdagen.                                 |

## Reizigerstellingen
De grafiek en tabel geven het gemiddeld aantal instappende reizigers weer op een week-, zater- en zondag.
| Tabel: aantal instappende reizigers station Bracquegnies | Tabel: aantal instappende reizigers station Bracquegnies | Tabel: aantal instappende reizigers station Bracquegnies | Tabel: aantal instappende reizigers station Bracquegnies |
|                                                          | Weekdag                                                  | Zaterdag                                                 | Zondag                                                   |
| -------------------------------------------------------- | -------------------------------------------------------- | -------------------------------------------------------- | -------------------------------------------------------- |
| 1977                                                     | 294                                                      | 97                                                       | 38                                                       |
| 1978                                                     | 235                                                      | 60                                                       | 28                                                       |
| 1979                                                     | 251                                                      | 53                                                       | 39                                                       |
| 1980                                                     | 240                                                      | 29                                                       | 37                                                       |
| 1981                                                     | 203                                                      | 47                                                       | 38                                                       |
| 1982                                                     | 307                                                      | 55                                                       | 59                                                       |
| 1983                                                     | 311                                                      | 77                                                       | 65                                                       |
| 1984                                                     | 313                                                      | 60                                                       | 44                                                       |
| 1985                                                     | 271                                                      | 77                                                       | 63                                                       |
| 1986                                                     | 395                                                      | 68                                                       | 56                                                       |
| 1987                                                     | 299                                                      | 66                                                       | 40                                                       |
| 1988                                                     | 349                                                      | 84                                                       | 58                                                       |
| 1989                                                     | 384                                                      | 90                                                       | 64                                                       |
| 1990                                                     | 331                                                      | 113                                                      | 67                                                       |
| 1991                                                     | 296                                                      | 118                                                      | 81                                                       |
| 1992                                                     | 442                                                      | 99                                                       | 57                                                       |
| 1993                                                     | 236                                                      | 98                                                       | 49                                                       |
| 1994                                                     | 269                                                      | 51                                                       | 21                                                       |
| 1995                                                     | 199                                                      | 35                                                       | 26                                                       |
| 1996                                                     | 217                                                      | 35                                                       | 17                                                       |
| 1997                                                     | 257                                                      | 35                                                       | 30                                                       |
| 1998                                                     | 246                                                      | 33                                                       | 20                                                       |
| 1999                                                     | 209                                                      | 32                                                       | 21                                                       |
| 2000                                                     | 192                                                      | 34                                                       | 20                                                       |
| 2001                                                     | 178                                                      | 23                                                       | 10                                                       |
| 2002                                                     | 172                                                      | 22                                                       | 18                                                       |
| 2003                                                     | 181                                                      | 27                                                       | 23                                                       |
| 2004                                                     | 172                                                      | 33                                                       | 27                                                       |
| 2005                                                     | 195                                                      | 27                                                       | 32                                                       |
| 2006                                                     | 187                                                      | 22                                                       | 20                                                       |
| 2007                                                     | 175                                                      | 30                                                       | 16                                                       |
| 2008                                                     | -                                                        | -                                                        | -                                                        |
| 2009                                                     | 186                                                      | 29                                                       | 34                                                       |
| 2010                                                     | -                                                        | -                                                        | -                                                        |
| 2011                                                     | -                                                        | -                                                        | -                                                        |
| 2012                                                     | 150                                                      | 27                                                       | 26                                                       |
| 2013                                                     | 158                                                      | 37                                                       | 29                                                       |
| 2014                                                     | 142                                                      | 29                                                       | 27                                                       |
| 2015                                                     | 117                                                      | 34                                                       | 24                                                       |
| 2016                                                     | 115                                                      | 29                                                       | 24                                                       |
| 2017                                                     | 145                                                      | 29                                                       | 10                                                       |
| 2018                                                     | 125                                                      | 45                                                       | 22                                                       |
| 2019                                                     | 119                                                      | 25                                                       | 25                                                       |
| 2020                                                     | 114                                                      | 18                                                       | 26                                                       |
| 2021                                                     | -                                                        | -                                                        | -                                                        |
| 2022                                                     | 147                                                      | 43                                                       | 35                                                       |
| 2023                                                     | 127                                                      | 47                                                       | 33                                                       |
| 2024                                                     | 126                                                      | 46                                                       | 37                                                       |

La Louvière-Centrum ·
2,4: Bois-du-Luc ·
4,2: Bracquegnies ·
6,2: Thieu ·
9,1: Havré ·
12,1: Obourg ·
16,6: Nimy ·
18,8: Bergen